# Leicester Tigers
Leicester Football Club – angielski klub rugby z siedzibą w Leicester, założony w 1880 r. Wielokrotny mistrz Anglii i zdobywca Pucharu Heinekena.

## Skład 2013/2014
Na podstawie oficjalnej strony klubu Leicester Tigers. 
Narodowość zawodników podana według miejsca urodzenia.
| Poz. |                   | Zawodnik             |
| ---- | ----------------- | -------------------- |
| Ś    | Anglia            | Anthony Allen        |
| F    | Argentyna         | Marcos Ayerza        |
| F    | Anglia            | Fraser Balmain       |
| S    | Anglia            | Miles Benjamin       |
| ŁA   | Nowa Zelandia     | Dan Bowden           |
| M    | Niemcy            | Neil Briggs          |
| F    | Hongkong          | Tom Bristow          |
| F    | Argentyna         | Gonzalo Camacho      |
| M    | Anglia            | George Chuter        |
| F    | Anglia            | Dan Cole             |
| WM   | Anglia            | Jordan Crane         |
| WM   | Anglia            | Tom Croft            |
| Wsp  | Południowa Afryka | Sebastian de Chaves  |
| Wsp  | Anglia            | Louis Deacon         |
| ŁA   | Anglia            | Toby Flood (kapitan) |
| WM   | Anglia            | Jamie Gibson         |
| Ś    | Fidżi             | Niki Goneva          |
| O    | Nowa Zelandia     | Scott Hamilton       |
| ŁM   | Anglia            | Sam Harrison         |
| M    | Anglia            | Rob Hawkins          |
| Ś    | Anglia            | Terrence Hepetema    |
| Wsp  | Anglia            | Graham Kitchener     |

| Poz. |                   | Zawodnik          |
| ---- | ----------------- | ----------------- |
| ŁA   | Anglia            | Ryan Lamb         |
| Wsp  | Australia         | Steve Mafi        |
| R    | Argentyna         | Pablo Matera      |
| ŁM   | Francja           | David Mele        |
| S    | Irlandia          | Niall Morris      |
| F    | Samoa             | Logovi'i Mulipola |
| WM   | Irlandia          | Michael Noone     |
| Wsp  | Anglia            | Geoff Parling     |
| R    | Australia         | Julian Salvi      |
| F    | Francja           | Jerome Schuster   |
| S    | Stany Zjednoczone | Blaine Scully     |
| Wsp  | Anglia            | Ed Slater         |
| S    | Anglia            | Matt Smith        |
| F    | Nowa Zelandia     | Boris Stankovich  |
| Ś    | Anglia            | Mathew Tait       |
| S    | Anglia            | Adam Thompstone   |
| Ś    | Samoa             | Manu Tuilagi      |
| WM   | Nowa Zelandia     | Thomas Waldrom    |
| ŁA   | Walia             | Owen Williams     |
| ŁM   | Anglia            | Ben Youngs        |
| M    | Anglia            | Tom Youngs        |

## Trofea
- Puchar Heinekena:
  - mistrzostwo: 2001, 2002
  - finał: 1997, 2007, 2009
- European Rugby Challenge Cup:
  - finał: 2021
- Mistrzostwo Anglii:
  - mistrzostwo: 1988, 1995, 1999, 2000, 2001, 2002, 2007, 2009, 2010, 2013, 2022
  - wicemistrzostwo: 1994, 1996, 2005, 2006, 2008, 2011, 2012, 2025[2]
- Anglo-Welsh Cup:
  - mistrzostwo: 1979, 1980, 1981, 1993, 1997, 2007, 2012, 2017